# NGC 5415
NGC 5415 је спирална галаксија у сазвежђу Мали медвед која се налази на NGC листи објеката дубоког неба.
Деклинација објекта је + 70° 45' 18" а ректасцензија 13h 56m 56,8s. Привидна величина (магнитуда) објекта NGC 5415 износи 14,3 а фотографска магнитуда 15,1. NGC 5415 је још познат и под ознакама CGCG 336-32, NPM1G +70.0124, PGC 49610.